# 京都医療少年院
京都医療少年院（きょうといりょうしょうねんいん）は、京都府宇治市にある法務省矯正局に属する少年院。全国唯一の第三種少年院（旧称・医療少年院）である。定員は144名。医療法上の病院である。2019年4月までは府中市の関東医療少年院が存在したが、東京都昭島市に国際法務総合センター内の東日本少年矯正医療・教育センターとして統合閉所されたため、単独の医療法において設置された病院機能を持つ医療少年院としては唯一となる。
「医療少年院」は、少年審判によって「心身に著しい故障がある」と判断されたおおむね12歳以上26歳未満の者を収容し、治療と矯正教育を施す施設である。特に精神疾患のある未成年者を重点的に受け入れ、治療する。被収容者に対して平均約1年間のプログラムが組まれ、専門医による治療と並行して、生活・職業指導等の教育が施される。治療が終わった被収容者が一般少年院に移ることもある。

## 概要
西日本における少年院の医療センターとしての性格をもつ医療専門の施設であるとともに、非行に関わる態度や行動上の問題の改善を図り、心身ともに健康な若者を育成するための矯正教育を実施する法務省所轄の国立の施設である。

## 歴史
1948年に、私立の脳病院を法務省が買収する。1949年に「京都少年療護院」として発足。1951年、「京都医療少年院」と改称。1962年、全面改築工事完成。

## アクセス
〒611-0002 京都府宇治市木幡平尾四番地
- 鉄道
  - JR奈良線木幡駅から徒歩約15分
  - 京阪六地蔵駅、JR六地蔵駅から京阪バスにて東御蔵山循環に乗車、頼政道バス停下車徒歩5分
- 自動車
  - 府道242号線を東宇治高校前で北方向へ約80メートル